# Karl Busch (Ingenieur)

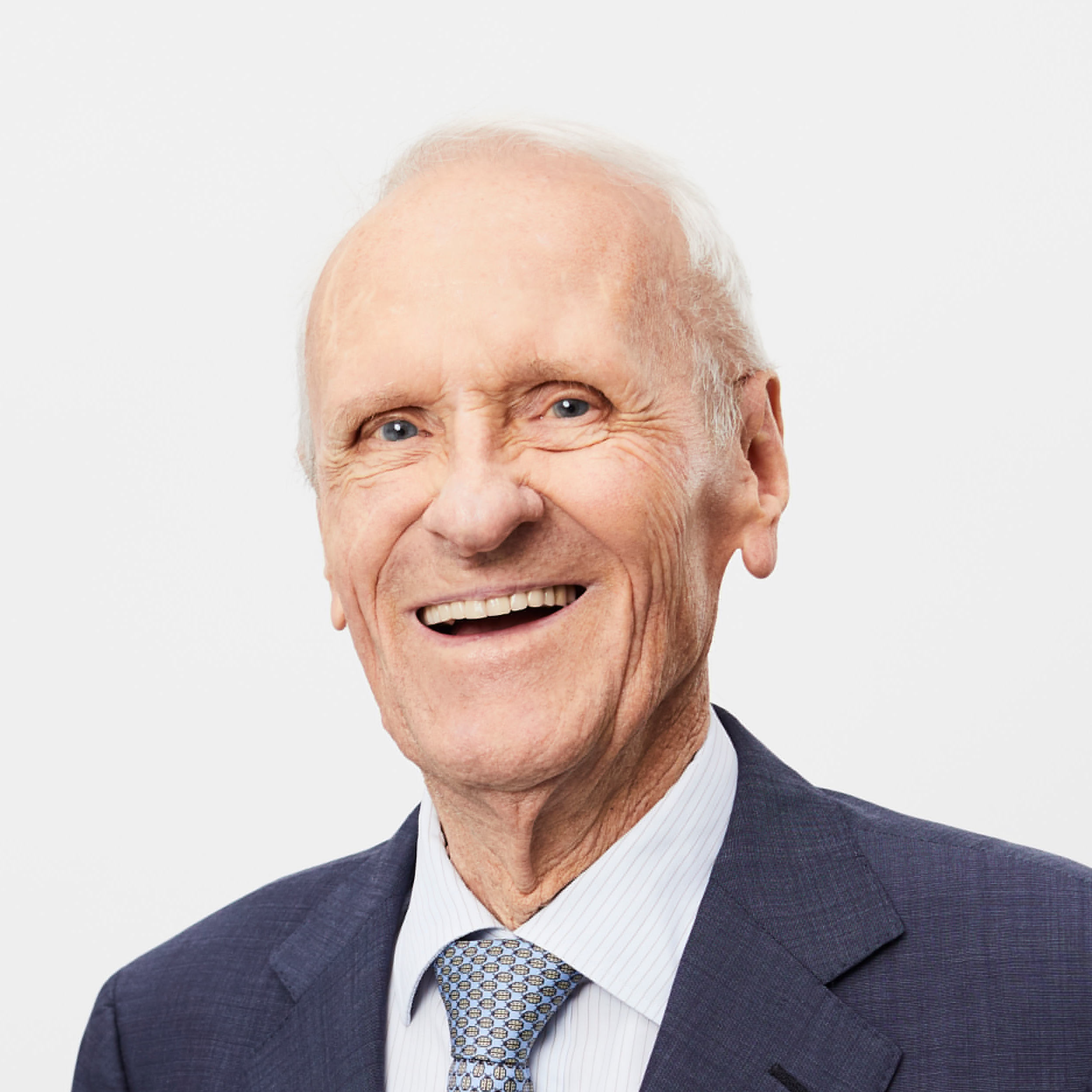
Karl Busch (2019)

Karl Busch (* 20. April 1929 in Lörrach; † 17. Juli 2025) war ein deutscher Unternehmer der Vakuumpumpentechnik.

## Leben und Wirken
Karl Busch wuchs in Zell im Wiesental auf, wo er die Volksschule besuchte. Sein Großvater Karl Wittig besaß eine Maschinenfabrik für Kompressoren. Nach dem Besuch der Oberrealschule in Schopfheim, einer Lehre als Maschinenschlosser und dem Abitur im Jahr 1949 begann er das Maschinenbaustudium an der TU München. 1960 folgte seine Promotion zum Dr.-Ing. mit der Dissertation Reibung und Verschleiß in wassergeschmierten Rotationskompressoren. Er wurde anschließend Konstruktionsleiter der Firma Wittig in Zell (jetzt Gardner Denver Schopfheim GmbH), bis zu deren Übernahme durch Mannesmann.
Schon vor seiner Promotion konstruierte er eine kleine und handliche Vakuumpumpe.
1963 gründete er gemeinsam mit seiner Frau Ayhan Busch in Schopfheim die „Dr.-Ing. Karl Busch GmbH“, heute Busch Vacuum Solutions, die 1972 nach Maulburg übersiedelte.
Das Familienunternehmen Busch Vacuum Solutions wurde zuletzt von den beiden Gründern Karl und Ayhan Busch und ihren Kindern geleitet.

## Soziales Engagement
Im Jahr 2000 nahm Busch mit seinen Söhnen Sami und Kaya an der Oldtimer-Rallye „In 80 Tagen um die Welt“ teil und sammelte unterwegs Spendengelder in Höhe von 140.000 D-Mark für die Organisation Ärzte ohne Grenzen. Ayhan und Karl Busch wurden 2022 für ihr soziales Engagement mit der Ehrenmedaille des Landkreises Lörrach in Gold ausgezeichnet für die Unterstützung von Projekten wie zum Beispiel dem Schülerforschungszentrum phaenovum und der Schüler-Sternwarte Gersbach. Darüber hinaus spendete die Familie an weitere Organisationen und engagierte sich für Bildungsprojekte in Indien und Afrika.

## Auszeichnungen
- 2015: Ehrenbürger der Gemeinde Maulburg (Karl und Ayhan Busch)[10]
- 2019: Ehrensenator der Technischen Universität München[11]
- 2019: Wirtschaftsmedaille des Landes Baden-Württemberg (Ayhan und Karl Busch)[12]
- 2022: Ehrenmedaille des Landkreises Lörrach (Karl und Ayhan Busch)[7]
- 2022: Familienunternehmer des Jahres (Familie Busch)[13]